# Górniki (obwód wołyński)
Górniki (ukr. Гірники) – wieś w rejonie kowelskim obwodu wołyńskiego. W II Rzeczypospolitej miejscowość była początkowo siedzibą gminy wiejskiej Górniki w powiecie kowelskim województwa wołyńskiego. Wieś liczy 2068 mieszkańców.
Do 2020 w rejonie ratnieńskim.